# Hołowiszcze
Hołowiszcze (ukr. Головище, Hołowyszcze) – wieś na Ukrainie w rejonie kowelskim, w obwodzie wołyńskim. W II Rzeczypospolitej miejscowość wchodziła w skład gminy wiejskiej Lelików w powiecie kobryńskim województwa poleskiego. Do II wojny światowej w pobliżu wsi znajdowały się chutory: Gruszka, Przystaw, Radzionka, Trezub oraz Zahrazki.
Do 2020 w rejonie ratnieńskim.